# 라세미산

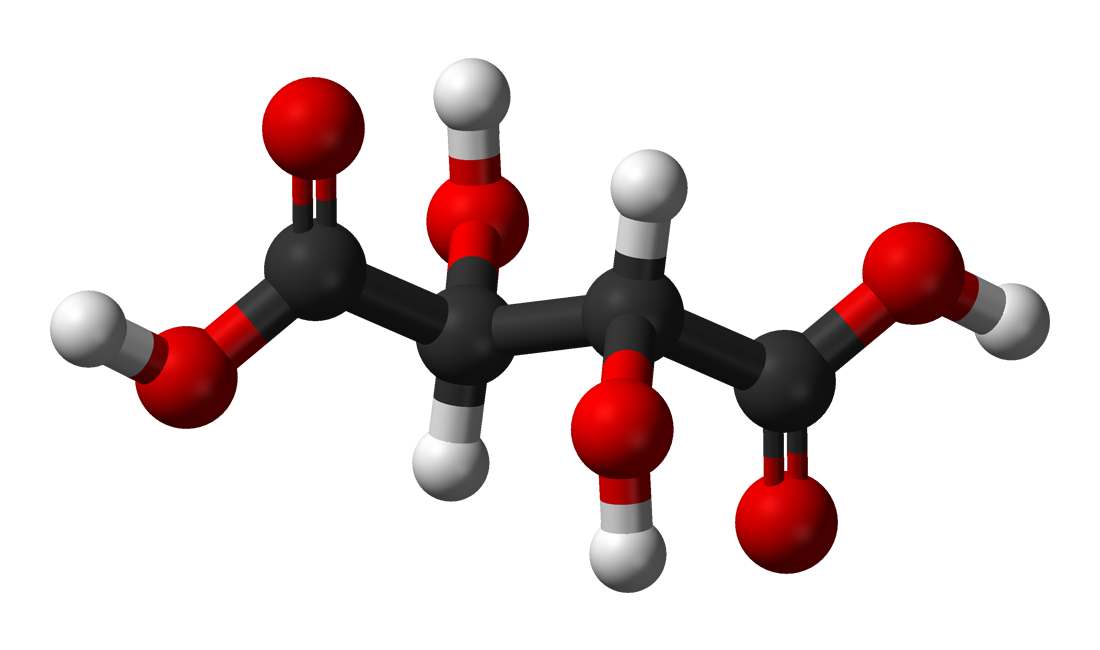

라세미산(Racemic acid)은 타타르산의 라세미 혼합물이다.
루이 파스퇴르는 2개의 광학 이성질체를 분리시켰다.

## 같이 보기
- 타타르산